# Йоганн Карл Фрідріх Целльнер
Йоганн Карл Фрідріх Целльнер (нім. Johann Karl Fridriech Zöllner, 8 листопада 1834, Берлін, Пруссія, — 25 квітня 1882, Лейпциг, Німеччина) — німецький астроном.

## Біографія
Народився в Берліні, освіту здобув в університетах Берліна і Базеля. З 1862 працював в Лейпцигу, з 1866 — професор астрофізики Лейпцизького університету. У 1869 році обраний членом Саксонської академії наук.

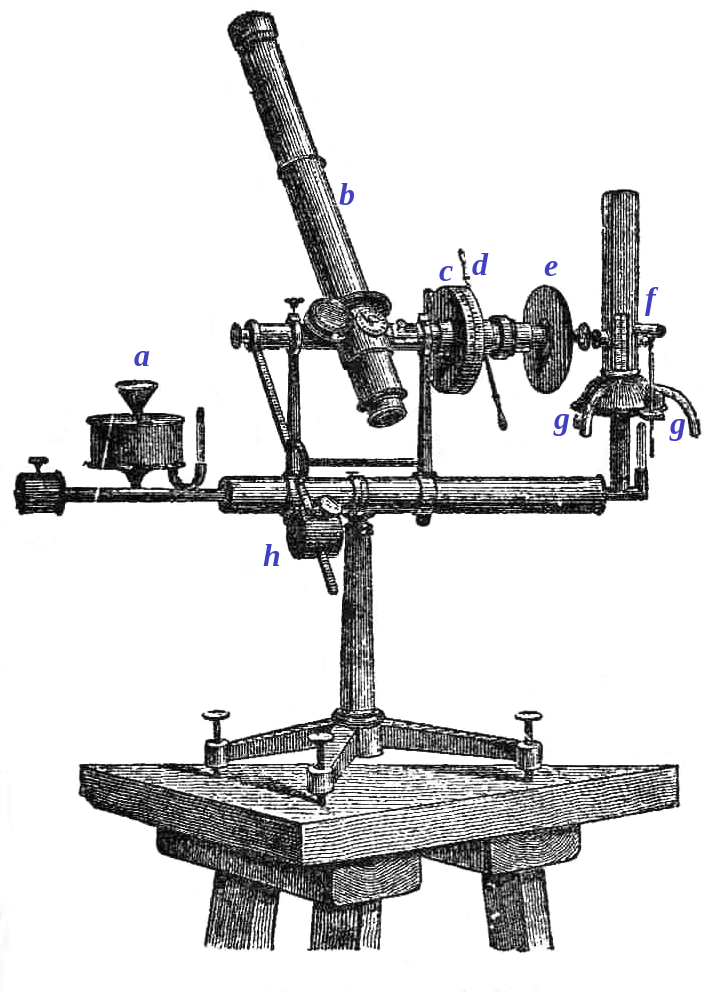
Фотометр Целльнера

Основні праці в області фотометрії, заклав основи сучасної астрофотометрії. У 1860 описав оптичну ілюзію, згодом названу його ім'ям. У 1861 винайшов візуальний зоряний фотометр, який знайшов широке застосування в астрономії. У фотометрі Целльнера блиск зірки порівнюється з блиском штучної зірки, варійований за допомогою поляризаційних призм.
Виконав точну фотометрію багатьох зірок. Виміряв поверхневі яскравості Місяця і планет і вивчив їхні зміни в залежності від спостережуваної фази; на підставі цих вимірів встановив, що поверхня Місяця не є гладкою. Зробив перші спроби виміряти кольору зірок і планет. Розробив обладнання для спектроскопічних вимірювань протуберанців і для точнішої локалізації спектральних ліній Сонця. Одним з перших спостерігав протуберанці на Сонці за допомогою спектроскопа. Ряд його праць присвячено будові комет і атмосфери Сонця, спалахів нових зірок. Ініціював створення Боткампської обсерваторії.
Висунув гіпотезу про електричну природу гравітації, що виникає від крихітного надлишку елементарних сил тяжіння зарядів двох тіл над силами відштовхування. Прийнявши, що гравітація має електричну природу і поширюється зі швидкістю світла, застосував формулу Вебера до гравітації, ввів залежність сили тяжіння від взаємного руху тіл і вперше пояснив на основі цієї залежності віковий зсув перигелію Меркурія, розрахувавши його величину, порівнянну з реальною.
В останні роки життя захоплювався спіритизмом, провів ряд спіритичних сеансів, за допомогою яких сподівався отримати докази існування четвертого виміру. Ця діяльність викликала різку критику з боку наукового співтовариства.
На його честь названий кратер на Місяці.

## Публікації
- Про фотометрії. В: Annalen Поггендорф, в 1857 році.
- Нариси загальної фотометрії небо. Лейпциг 1861st
- Фотометричні дослідження. Лейпциг 1865-му
- Теорія 4-мірному просторі. Лейпциг 1867th
- Природі комет. Лейпциг 1870-х
- Наукових праць. Том 1-4. Лейпциг 1878—1881 рр..